# Zinvié
Zinvié – miasto w Beninie, w departamencie Atlantique. Położone jest około 30 km na północny zachód od stolicy kraju, Porto-Novo. W spisie ludności z 11 maja 2013 roku liczyło 18 157 mieszkańców.